# Pływanie na Letnich Igrzyskach Olimpijskich 1956 – 4 × 200 m stylem dowolnym mężczyzn
Sztafeta 4 × 200 m stylem dowolnym mężczyzn – jedna z konkurencji pływackich rozgrywanych podczas XVI Igrzysk Olimpijskich w Melbourne. Eliminacje odbyły się 1 grudnia, a finał 3 grudnia 1956 roku.
W finale na pierwszej zmianie w sztafecie australijskiej płynął Kevin O’Halloran, który nieznacznie wyprzedził Witalija Sorokina z ZSRR. Australijczyk John Devitt zwiększył na drugiej zmianie przewagę nad pozostałymi drużynami, podczas gdy George Breen zapewnił Amerykanom drugą pozycję. Reprezentant Australii Murray Rose płynął na kolejnej zmianie niezagrożony i widzowie zastanawiali się tylko czy reprezentanci gospodarzy pobiją rekord świata. Ostatni zawodnik sztafety australijskiej, Jon Henricks uzyskał nieoficjalnie najlepszy międzyczas w historii (2:04,4), dzięki czemu Australijczycy ustanowili nowy rekord globu (8:23,6). Srebrny medal zdobyli Amerykanie (8:31,5), a brąz wywalczyli byli rekordziści świata, pływacy z ZSRR (8:34,7).

## Rekordy
Przed zawodami rekord świata i rekord olimpijski wyglądały następująco:
| Rekord            | Reprezentacja | Czas   | Miejsce  | Data             |       |
| ----------------- | --- | ------ | -------- | ---------------- | ----- |
| Rekord świata     | ZSRR · Boris Nikitin · Władimir Strużanow · Giennadij Nikołajew · Witalij Sorokin                                 | 8:24,5 | Moskwa   | 4 listopada 1956 |       |
| Rekord olimpijski | Stany Zjednoczone · Wayne Moore (2:08,7) · William Woolsey (2:09,3) · Ford Konno (2:06,9) · Jimmy McLane (2:06,2) | 8:31,1 | Helsinki | 29 lipca 1952    | [ 1 ] |

W trakcie zawodów ustanowiono następujące rekordy:
| Data      | Etap konkurencji | Reprezentacja                                                                                               | Czas   | Rekord |
| --------- | ---------------- | --- | ------ | ------ |
| 3 grudnia | finał            | Australia · Kevin O’Halloran (2:06,8) · John Devitt (2:06,4) · Murray Rose (2:06,0) · Jon Henricks (2:04,4) | 8:23,6 | WR     |

## Wyniki

### Eliminacje
| Miejsce | Wyścig | Państwo                       | Zawodnik                                                                                                 | Czas   | Uwagi |
| ------- | ------ | ----------------------------- | --- | ------ | ----- |
| 1.      | 1      | Japonia                       | Hiroshi Suzuki (2:11,8) Atsushi Tani (2:08,8) Koji Nonoshita (2:10,3) Tsuyoshi Yamanaka (2:07,0)         | 8:37,9 | Q     |
| 2.      | 1      | Stany Zjednoczone             | Dick Hanley (2:08,7) Tim Jecko (2:09,1) Sonny Tanabe (2:12,2) Ford Konno (2:08,3)                        | 8:38,3 | Q     |
| 3.      | 2      | Wielka Brytania               | Kenneth Williams (2:11,7) Ronald Roberts (2:13,1) Neil McKechnie (2:06,6) Jack Wardrop (2:07,7)          | 8:39,1 | Q     |
| 4.      | 2      | ZSRR                          | Władimir Strużanow (2:11,6) Giennadij Nikołajew (2:08,8) Witalij Sorokin (2:10,4) Boris Nikitin (2:08,7) | 8:39,5 | Q     |
| 5.      | 2      | Australia                     | John Devitt (2:07,5) Gary Chapman (2:08,4) Graham Hamilton (2:15,4) Murray Garretty (2:08,9)             | 8:40,2 | Q     |
| 6.      | 1      | Wspólna Reprezentacja Niemiec | Hans Köhler (2:11,7) Hans-Joachim Reich (2:12,0) Hans Zierold (2:07,8) Horst Bleeker (2:11,0)            | 8:42,5 | Q     |
| 7.      | 1      | Południowa Afryka             | Billy Steuart (2:09,6) Tony Briscoe (2:08,7) Dennis Ford (2:12,5) Peter Duncan (2:12,2)                  | 8:43,0 | Q     |
| 8.      | 1      | Włochy                        | Fritz Dennerlein (2:09,7) Paolo Galletti (2:13,0) Guido Elmi (2:12,7) Angelo Romani (2:07,7)             | 8:43,1 | Q     |
| 9.      | 2      | Francja                       | Aldo Eminente (2:11,6) Jacques Collignon (2:13,4) Alex Jany (2:13,4) Jean Boiteux (2:18,1)               | 8:56,5 |       |
| 10.     | 2      | Węgry                         | Gyula Dobay (2:12,8) György Csordás (2:16,5) Sándor Záborszky (2:14,7) Jenő Áts (2:13,2)                 | 8:57,2 |       |
| 11.     | 2      | Filipiny                      | Dakula Arabani (2:15,9) Agapito Lozada (2:16,9) Bana Sailani (2:15,5) Ulfiano Babol (2:17,4)             | 9:05,7 |       |

### Finał
| Miejsce | Państwo                       | Zawodnik                                                                                                 | Czas   | Uwagi |
| ------- | ----------------------------- | --- | ------ | ----- |
| 1. !    | Australia                     | Kevin O’Halloran (2:06,8) John Devitt (2:06,4) Murray Rose (2:06,0) Jon Henricks (2:04,4)                | 8:23,6 | WR    |
| 2. !    | Stany Zjednoczone             | Dick Hanley (2:08,0) George Breen (2:07,7) Bill Woolsey (2:07,0) Ford Konno (2:08,8)                     | 8:31,5 |       |
| 3. !    | ZSRR                          | Witalij Sorokin (2:07,5) Władimir Strużanow (2:11,5) Giennadij Nikołajew (2:09,0) Boris Nikitin (2:06,7) | 8:34,7 |       |
| 4.      | Japonia                       | Manabu Koga (2:10,0) Atsushi Tani (2:08,5) Koji Nonoshita (2:10,5) Tsuyoshi Yamanaka (2:07,6)            | 8:36,6 |       |
| 5.      | Wspólna Reprezentacja Niemiec | Hans Köhler (2:10,3) Hans-Joachim Reich (2:12,1) Hans Zierold (2:08,4) Horst Bleeker (2:12,6)            | 8:43,4 |       |
| 6.      | Wielka Brytania               | Kenneth Williams (2:11,4) Ronald Roberts (2:13,8) Neil McKechnie (2:11,6) Jack Wardrop (2:08,4)          | 8:45,2 |       |
| 7.      | Włochy                        | Fritz Dennerlein (2:09,8) Paolo Galletti (2:13,4) Guido Elmi (2:13,5) Angelo Romani (2:09,5)             | 8:46,2 |       |
| 8.      | Południowa Afryka             | Billy Steuart (2:11,2) Tony Briscoe (2:11,8) Dennis Ford (2:13,6) Peter Duncan (2:12,9)                  | 8:49,5 |       |